# 康州 (北周)
康州，中国南北朝时设置的州。
周明帝二年（558年）北周设置康州。治所在广业郡同谷县（今甘肃省成县），辖境相当今甘肃省成县、康县一带。康州下辖广业郡、修城郡，北周废除修城郡。隋文帝开皇三年（583年）隋朝废除广业郡，下辖的同谷县、广长县直属康州。隋炀帝大业二年（606年），废除康州，同谷县改属河池郡，广长县改属顺政郡。唐高祖武德元年（618年）唐朝再设西康州，下辖同谷县，属于秦州都督府。唐太宗貞觀元年（627年），废除西康州，同谷县改属秦州。
康州刺史
- 程知节（621年，未任）
- 杨师道（武德年间）